# Misplaced Childhood
Misplaced Childhood (englisch für „Deplatzierte Kindheit“) ist das dritte Studioalbum der britischen Progressive-Rock-Band Marillion. Es wurde Mitte des Jahres 1985 veröffentlicht und ist das bis heute kommerziell erfolgreichste Album der Band. Es enthält mit Lavender und vor allem auch Kayleigh die zwei erfolgreichsten Singles Marillions.

## Hintergrund
Misplaced Childhood ist Marillions erstes Konzeptalbum. Zudem ist es, nachdem ihre ersten beiden Alben in London aufgenommen worden sind, und ihre späteren Alben bis heute überwiegend in Aylesbury produziert werden, das erste und bis heute einzige in Deutschland (West-Berlin) aufgenommene Album der Gruppe. Es beinhaltet eine Sammlung von Gedanken, Erinnerungen und Gefühlen, vor allem in Bezug auf die Kindheit und Jugend im schottischen Edinburgh. Es zeichnet sich durch große Stimmungsschwankungen zwischen Euphorie und Depression aus. Geprägt wird das Werk vom Sänger Fish, der für das Konzept des Albums verantwortlich war. Thematisch behandelt das Album Motive aus vergebener Liebe, schlagartigem Erfolg, Akzeptanz und verlorener Kindheit. Das Album endet trotz aller Probleme optimistisch.

## Titelliste
1. Pseudo Silk Kimono – 2:13
2. Kayleigh – 4:03
3. Lavender – 2:27
4. Bitter Suite – 5:53
I. Brief Encounter
II. Lost Weekend
III. Blue Angel
IV. Misplaced Rendezvous
V. Windswept Thumb
5. Heart of Lothian – 6:02
I. Wide Boy
II. Curtain Call
6. Waterhole (Expresso Bongo) – 2:12
7. Lords of the Backstage – 1:52
8. Blind Curve – 9:29
I. Vocal Under a Bloodlight
II. Passing Strangers
III. Mylo
IV. Perimeter Walk
V. Threshold
9. Childhood's End? – 4:32
10. White Feather – 2:23

Titelliste der Bonus-CD
1. Lady Nina (Extended 12" Version) – 5:50
2. Freaks (Single Version) – 4:08
3. Kayleigh (Alternative Mix) – 4:03
4. Lavender Blue (Lavender Remix) – 4:22
5. Heart of Lothian (Extended Mix) – 5:54
6. Pseudo Silk Kimono (Demo) – 2:11
7. Kayleigh (Demo) – 4:06
8. Lavender (Demo) – 2:37
9. Bitter Suite (Demo) – 2:54
10. Lords of the Backstage (Demo) – 1:46
11. Blue Angel (Demo) – 1:46
12. Misplaced Rendezvous (Demo) – 1:56
13. Heart of Lothian (Demo) – 3:49
14. Waterhole (Expresso Bongo) (Demo) – 2:00
15. Passing Strangers (Demo) – 9:17
16. Childhoods End? (Demo) – 2:23
17. White Feather (Demo) – 2:18

4-CD + Blu-ray Disc, 2017
CD 1 Mix 2017
1. Pseudo Silk Kimono (2:13)
2. Kayleigh (4:03)
3. Lavender (2:26)
4. Bitter Suite (7:55)
5. Heart Of Lothian (4:04)
6. Waterhole (Expresso Bongo) (2:12)
7. Lord Of The Backstage (1:53)
8. Blind Curve (9:29)
9. Childhood's End? (4:32)
10. White Feather (2:24)

CD 2 Live, Utrecht 16.10.1985 (Part 1)
1. Emerald Lies [Intro] (0:50)
2. Script For A Jester's Tear (8:41)
3. Incubus (9:41)
4. Chelsea Monday (9:59)
5. The Web (8:17)

CD 3 Live, Utrecht 16.10.1985 (Part 2)
1. Pseudo Silk Kimono (3:15)
2. Kayleigh (4:00)
3. Lavender (2:20)
4. Bitter Suite (8:20)
5. Heart Of Lothian (4:02)
6. Waterhole (Expresso Bongo) (2:26)
7. Lords Of The Backstage (1:47)
8. Blind Curve (9:36)
9. Childhoods End? (4:13)
10. White Feather (5:48)
11. Fugazi (12:35)
12. Garden Party (6:14)
13. Market Square Heroes (7:25)

CD 4 Demos
1. Lady Nina (5:50)
2. Freaks (4:08)
3. Kayleigh [Alternative Mix] (4:03)
4. Lavender Blue (4:22)
5. Heart Of Lothian [Extended Mix] (5:49)
6. Lady Nina [Steven Wilson Stereo Remix] (3:43)
7. Pseudo Silk Kimono [Demo] (2:18)
8. Kayleigh [Demo] (3:59)
9. Lavender [Demo] (2:37)
10. Bitter Suite: Brief Encounter/Lost Weekend [Demo] (2:55)
11. Lords Of The Backstage [Demo] (1:46)
12. Blue Angel [Demo] (1:46)
13. Misplaced Rendezvous [Demo] (1:56)
14. Heart Of Lothian: Wide Boy/Curtain Call [Demo] (3:49)
15. Waterhole (Expresso Bongo) [Demo] (2:00)
16. Passing Strangers: Mylo/Perimeter Walk/Threshold [Demo] (9:17)
17. Childhoods End? [Demo] (2:23)
18. White Feather [Demo] (2:14)

Blu-ray Disc
1. Misplaced Childhood [Steven Wilson Remix] (41:11)
2. Lady Nina [5.1 Surround Mix] (3:43)
3. Lady Nina [Stereo Remix] (3:43)
4. Misplaced Childhood [2017 Remaster] (41:11)
5. Childhood Memories [Documentary] (72:00)
6. Kayleigh [Promo Video] (3:37)
7. Lavender [Promo Video] (3:41)
8. Heart Of Lothian [Promo Video] (3:27)
9. Lady Nina [Promo Video] (3:38)

## Singles und Videos
Im April 1985, fast zwei Monate vor der Veröffentlichung des Albums, erschien mit Kayleigh die erste Single des Albums, eine halbe Minute kürzer als die Albumversion und hauptsächlich im Gitarrensolo gekürzt. Die Single enthielt das Lied Lady Nina als B-Seite. Darüber hinaus erschien das Lied Lavender, das wiederum in seiner Singleversion länger ist als auf dem Album, zusammen mit dem Lied Freaks. Als dritte Single wurde Heart of Lothian ausgekoppelt, mit einer Liveversion von Chelsea Monday als B-Seite. Zu allen drei Singles wurden Musikvideos gedreht.

## Weitere Aufnahmen
Eine komplette Liveaufnahme des Albums, die auf der Misplaced-Childhood-Tour aufgenommen wurde, erschien 1988 auf dem Album The Thieving Magpie. Am 17. Oktober 1998 erschien Misplaced Childhood als fünftes von insgesamt acht Marillion-Alben aus den Jahren 1983 bis 1995 als 24-Bit-Remaster, die in einer Doppel-CD-Version veröffentlicht wurde. Erst seit 2001 wird die digital überarbeitete Version des Albums auch ohne zusätzliche CD vertrieben. Im Jahre 2017 erschien das Album zusammen mit vier CDs, die u. a. Live-Aufnahmen beinhalten, als BR-Audio mit einer von Steven Wilson gemixten 5.1-Version, einer remasterten Version und einem Mixdown von 5.1 auf Stereo jeweils in 24 Bit/96 kHz.

## Rezeption
Die britische Musikzeitschrift Classic Rock kürte Misplaced Childhood im Juli 2010 zu einem der 50 Musikalben, die den Progressive Rock geprägt haben.